# دين ويلسون
دين ويلسون (بالإنجليزية: Dean Wilson)‏ هو لاعب غولف أمريكي، ولد في 17 ديسمبر 1969 في كانيوهي ‏ في الولايات المتحدة.

## وصلات خارجية
- دين ويلسون على موقع رابطة لاعبي الغولف المحترفين (الإنجليزية)
- دين ويلسون على موقع رابطة اليابان للاعبي الغولف المحترفين (الإنجليزية)
- دين ويلسون على موقع التصنيف العالمي الرسمي للغولف (الإنجليزية)